# Caychax-et-Senconac
Caychax-et-Senconac ist eine französische Gemeinde mit 20 Einwohnern (Stand 1. Januar 2022) im Département Ariège in der Region Okzitanien. Sie gehört zum Arrondissement Foix und ist Mitglied im Gemeindeverband Communauté de communes de la Haute Ariège.
Sie entstand mit Wirkung vom 1. Januar 2025 als Commune nouvelle durch Zusammenlegung der bis dahin selbstständigen Gemeinden Caychax und Senconac, die fortan den Status als Communes déléguées besitzen. Der Verwaltungssitz befindet sich in Caychax.

## Gemeindegliederung
| Commune déléguée          | Ehemaliger INSEE-Code | PLZ   | Fläche (km²) | Einwohnerzahl (2022) |
| ------------------------- | --------------------- | ----- | ------------ | -------------------- |
| Caychax (Verwaltungssitz) | 09088                 | 09250 | 5,66         | 14                   |
| Senconac                  | 09287                 | 09250 | 4,67         | 06                   |

## Geografie
Die ländliche Gemeinde liegt etwa 21 Kilometer südsüdöstlich von Foix in der Landschaft Sabarthès oberhalb des Ariège-Tals südlich der Montagne de Tabe am Fuße der Pyrenäen. Das Gemeindegebiet liegt im Einzugsgebiet der Garonne und wird vom Ruisseau de Caychax, einem Nebenfluss der Ariège, entwässert, dessen Quellflüsse im Gemeindegebiet am Fuß der Montagne de Tabe entspringen. Weitere Fließgewässer sind der zeitweise trockenfallende Ruisseau du Lac d’Appuy, der links in den Ruisseau de Caychax mündet, der zeitweise trockenfallende Ruisseau d’Estagnolette, der im Norden entspringt und rechts in den Ruisseau de Caychax mündet, der zeitweise trockenfallende Ruisseau de Quiélong und weitere kleinere Bäche. Das Zentrum liegt auf einer Höhe von etwa 910 m. Das Relief des Gebiets steigt nach Norden hin bis auf 2115 m in Form des Pic Galinat in der Montagne de Tabe an, im Süden beiderseits des Tals, das vom Ruisseau de Caychax geformt wurde, auf Höhen von 1153 m (Sommet de Crouzille) und 1233 m (Rocher du Courbas oder Roc d’Appy). Der tiefste Punkt mit 715 m liegt im Tal des Ruisseau de Caychax bei seinem Austritt aus dem Gemeindegebiet im Süden.
Teile des Gebiets von Caychax-et-Senconac gehören zu den fünf ZNIEFF-Naturzonen „Parois calcaires et quiès du bassin de Tarascon“ (730003061), „Montagnes d’Olmes“ (730011915), „Parois calcaires et quiès de la haute vallée de l’Ariège“ (730011919), „Massif de Tabe - Saint-Barthélémy“ (730011923) und „Quiès calcaires d’Albiès à Caussou“ (730030548).
Nachbargemeinden sind Montferrier im Norden, Appy im Osten, Vèbre und Albiès im Süden und Südwesten, Verdun im Westen sowie Cazenave-Serres-et-Allens im Nordwesten.

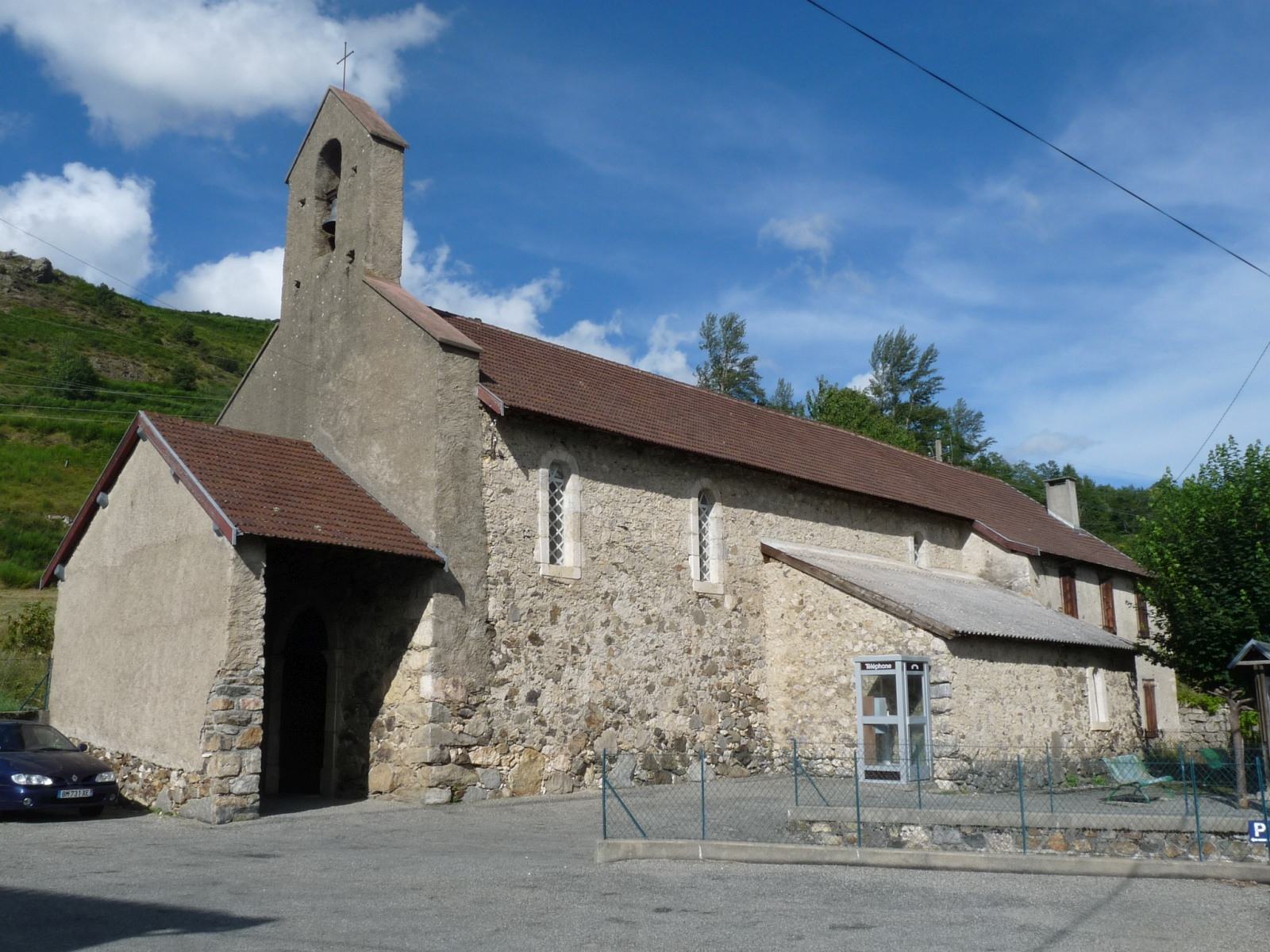
Pfarrkirche La Nativité-de-Notre-Dame

## Sehenswürdigkeiten
- Pfarrkirche La Nativité-de-Notre-Dame aus dem 19. Jahrhundert

## Verkehr
Caychax-et-Senconac liegt abseits größerer Verkehrsachsen. Die nachgeordnete Departementsstraße D 20, genannt „Route des Corniches“ verläuft parallel und oberhalb des Ariège-Tals auf über 900 m Höhe. Sie verbindet Caychax und Senconac miteinander und die westlich und östlich gelegenen Nachbargemeinden.